# Бен Чаплин
Бенедикт Џон Гринвуд (енгл. Benedict John Greenwood; Виндзор, 31. јул 1969), познатији као Бен Чаплин (енгл. Ben Chaplin), енглески је филмски, телевизијски и позоришни глумац.
Појавио се у филмовима Остаци дана, Истина о мачкама и псима, Танка црвена линија, Убиство по ставкама, Нови свет, Доријан Греј, Пепељуга, Сноуден и Легенда о Тарзану, поред многих.